# 遠山九字直違

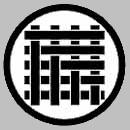
とおやまくじすじかい
遠山九字直違

遠山九字直違（とおやまくじすじかい）は、日本の家紋の「九字紋（くじもん）」または「直違紋（すじかいもん）」の一種である。主に、遠山氏が使用した。

## 概要
九字については、中世中国の神仙家の書物である『抱朴子』に記述されている。この九字がいつしか真言、修験者、忍者に九字護法身の法として伝わる。この九字護法身の法は、大気上に横5本、縦4本で書き表すことから、それを用いて家紋にしたのではないかとも言われる。

## 使用
近世以前には、美濃の遠山氏全体が主紋としていたようであるが、江戸時代以降苗木遠山家、明知遠山家のそれぞれ宗家筋は丸に二つ引両紋を定紋とし、この九字の紋を替紋とした。
『寛政重修諸家譜』第787巻によると、明知遠山家本家の景行家の家紋は以下と記載されている。
- 定紋：丸に二引き
- 替紋：丸に六本格子　補項として「寛永系図丸に九字に作る」と記載がある。

なお『寛政重修諸家譜』第787巻、遠山景吉（同文書項目中「今の呈譜、景好に作る」と記載あり）より始まる遠山景元家の家紋は以下の通り
- 定紋：丸に六本格子
- 替紋：丸に二引

## 成立

くじにふたつひきりょう
九字に二つ引両

「遠山九字直違」の成立については定かではないが、『遠山家譜』には「祖先が禁中に奉仕した栄誉の記念に禁廷の蔀格子を紋章化した」とあり、1460年から1470年の間に成立したと考えられている『見聞諸家紋』に、明知遠山氏の紋として九字直違に先行する「九字に二つ引両」が掲載されている。
日本家紋研究会の高澤等は、その著書で同族の加藤氏の弦巻紋に二つ引が加わり、合子箸紋（ごうすはしもん）から格子、さらに九字へと変化した可能性を指摘している。